# Nguyễn Huy Cường
Nguyễn Huy Cường (sinh ngày 8 tháng 11 năm 1986) là một cựu cầu thủ bóng đá người Việt Nam từng thi đấu ở vị trí trung vệ cho câu lạc bộ Than Quảng Ninh tại V-League 1 và đội tuyển quốc gia Việt Nam.